# Ернст Дил
Ернст Дил (на немски: Ernst Diehl, фамилията се произнася по-близко до Дийл) е германски футболист и футболен треньор. Роден е на 28 март 1949 в Ечберг.

## Кариера като футболист

### Бундеслига
Дил играе в Първа Бундеслига единствено за Кайзерслаутерн. Между 1967 и 1978 г. участва в общо 314 мача, в които бележи 18 гола. Защитникът дебютира на 18-годишна възраст с червената фланелка. На 4 ноември 1967 г. той влиза в игра в домакинството срещу Дуисбург, което „лаутерите“ губят с 0:1.
Първият му треньор е Ото Кнефлер, а до края на кариерата си през сезон 1977/78 Дил работи със специалисти, като Егон Пихачек, Гюла Лорант, Дитрих Вайзе и Ерих Рибек.

### Купа на Германия
Едни от върховете в кариерата на играча са двата финала за Купата на Германия през 1972 и 1976 г. На 1 юли 1972 г. Кайзерслаутерн няма шанс срещу силния отбор на Шалке 04 и губи с разгромното 0:5. Загубата се повтаря на 26 юни 1972 г. срещу Хамбург. За разлика от първия финал на Дил играта е равностойна, но северняците успяват да триумфират в края с 2:0, а през следващата година печелят и турнира на КНК.

### Европейски турнири
Първите изяви на Кайзерслаутерн на международно ниво стават по времето на Ернст Дийл.

### Национален отбор
По време на десетилетието между 1968 и 1978 г., Дил има изключително силни конкуренти за защитния пост в „бундестима“. Хелмут Шьон е можел да избира между няколко стопери от световна класа. Играчът на „Кайзерслаутерн“ се представя стабилно и на постоянно добро ниво в германското първенство, но футболисти от по-успешни отбори успяват да си извоюват повиквателна от националния селекционер, за разлика от Ернст Дил.

## Треньор
След края на активната си футболна кариера Ернст Дил тренира юношеския и аматьорския отбор на „Кайзерслаутерн“. За два кратки периода е наставник на първия тим през 1983 г. През 1992 г. ръководеният от Дил юношески отбор на „червените дяволи“ става шампион на Германия в своята възрастова категория.